# Бухта Ванина
Бу́хта Ва́нина — бухта на западном берегу Татарского пролива, материковое побережье северной части Японского моря. Административно залив входит в Хабаровский край России.
Бухта ограничена по северу мысом Бурный, на юге — мыс Весёлый. Открыта к востоку, вдается на запад в материк на 8 км. Имеет неправильную вытянутую дугообразную форму. Ширина у входа (от северного до южного мыса) составляет 3 км. Глубина до 19 м на выходе и до 15 м внутри бухты.
Берег возвышенный, холмистый, у входа обрывистый. В бухту с юго-западного торца впадает река Уй (Чистоводный), на западе — река Тишкино. В юго-восточной части бухты Ванина вдаются бухты Чум и Малая Ванина. Южнее расположен залив Советская Гавань.

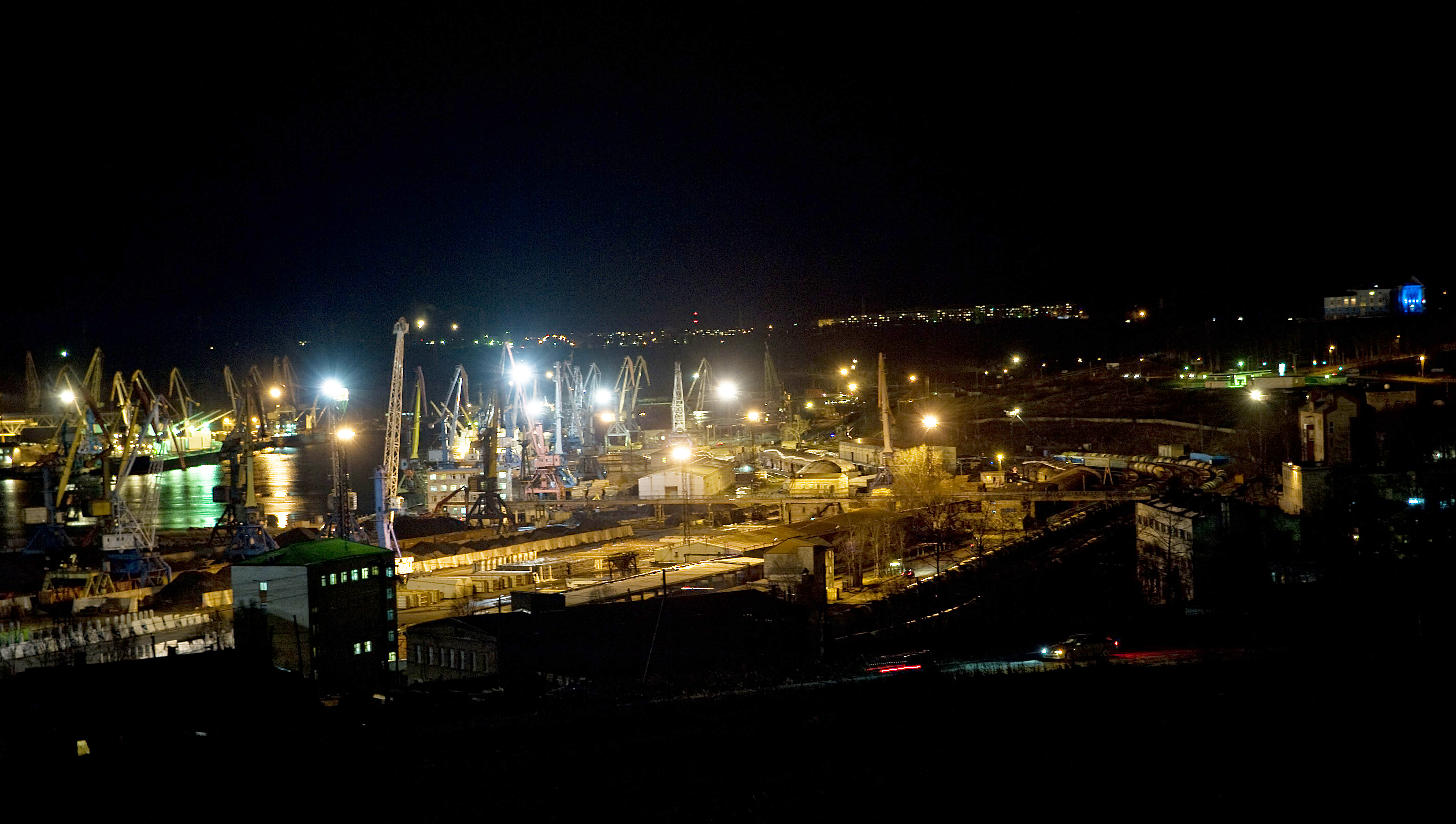
Ванинский порт ночью (осень 2012 год)

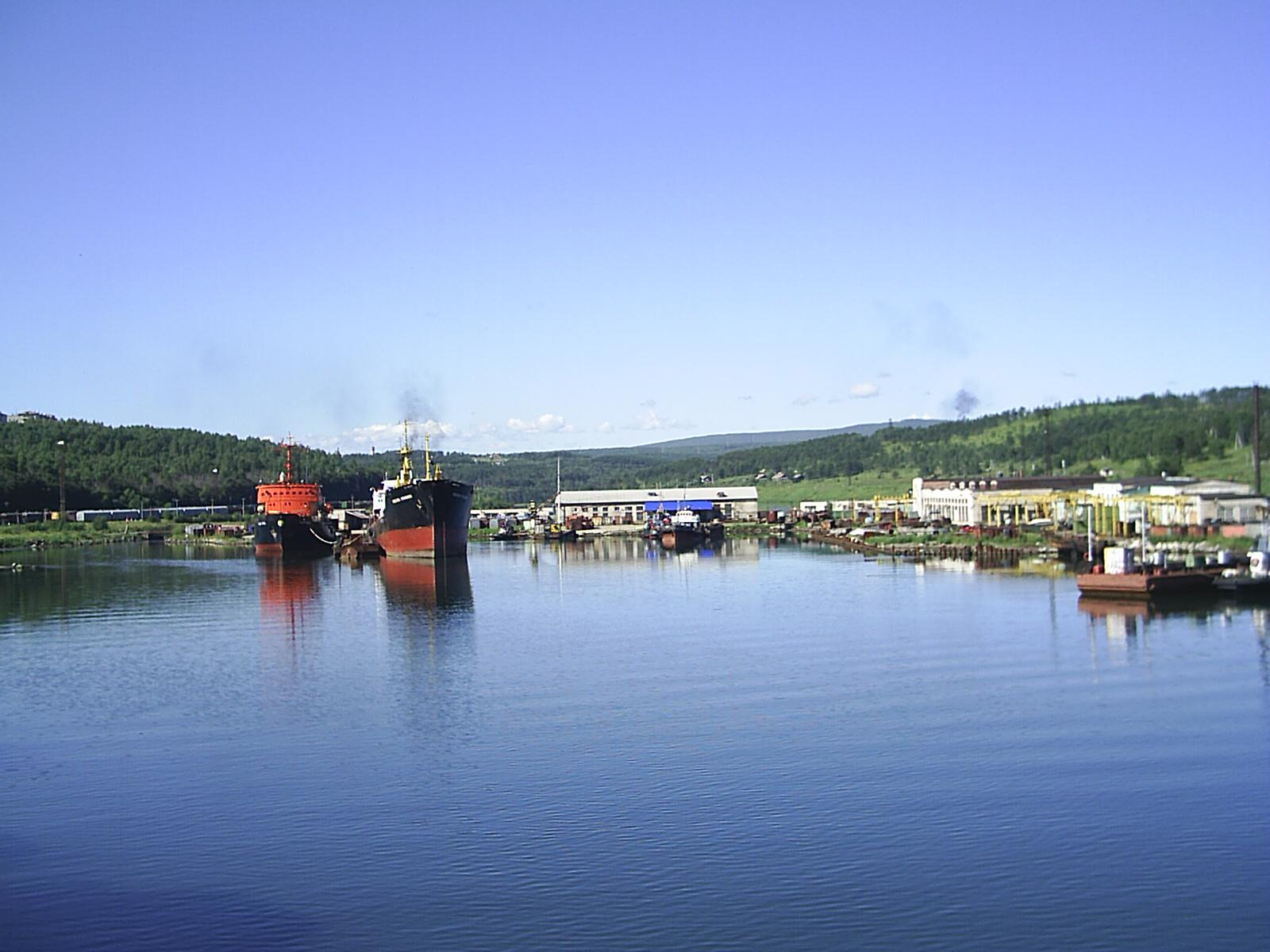
БТОФ Ялта, плавмастерские и портовый ледокол

Приливы неправильные полусуточные величиной до 1 м. Замерзает с января по апрель, образуя ледяную корку толщиной до 0,6 м Солёность в бухте 32,5—33,0 ‰.
В бухте обитают сельдь, камбала, дальневосточная навага, терпуг, мойва. В мае-июне на нерест заходит малоротая корюшка.
В бухте расположен порт торгового флота федерального значения, на северо-западном берегу расположен крупный пгт Ванино (районный центр), на юго-восточном — микрорайон Октябрьский-2 (Коппинский жилмассив) п. Октябрьский. По обоим берегам бухты также находятся многочисленные транспортные и производственные объекты.